# Amblyocarpum
Amblyocarpum es un género monotípico de plantas fanerógamas perteneciente a la familia de las asteráceas. Su única especie es Amblyocarpum inuloides es originaria de Irán,

## Taxonomía
Amblyocarpum inuloides fue descrita por Fisch. & C.A.Mey. y publicado en Index Seminum (St. Petersburg) iii 30 (1837).